# (99941) Lonniewege
(99941) Lonniewege est un astéroïde de la ceinture principale.

## Description
(99941) Lonniewege est un astéroïde de la ceinture principale. Il fut découvert le 23 novembre 2003 aux monts Santa Catalina par le programme CSS. Il présente une orbite caractérisée par un demi-grand axe de 2,70 UA, une excentricité de 0,15 et une inclinaison de 13,3° par rapport à l'écliptique.